# Settimana Ciclistica Lombarda 1998
La Settimana Ciclistica Lombarda 1998, ventottesima edizione della corsa, si svolse dal 12 al 19 aprile su un percorso di 1304 km ripartiti in 8 tappe, con partenza a Casatenovo e arrivo a San Pellegrino Terme. Fu vinta dal russo Pavel Tonkov della Mapei-Bricobi davanti allo svizzero Markus Zberg e all'italiano Enrico Zaina.

## Tappe
| Tappa  | Data      | Percorso                             | km   | Vincitore di tappa | Leader cl. generale |
| ------ | --------- | ------------------------------------ | ---- | ------------------ | ------------------- |
| 1ª     | 12 aprile | Casatenovo > Bergamo                 | 149  | Ján Svorada        | Ján Svorada         |
| 2ª     | 13 aprile | Trescore Balneario > Colle San Fermo | 151  | Pavel Tonkov       | Pavel Tonkov        |
| 3ª     | 14 aprile | Zanica > Zanica                      | 184  | Zoran Klemenčič    | Pavel Tonkov        |
| 4ª     | 15 aprile | Telgate > Telgate                    | 170  | Mario Manzoni      | Pavel Tonkov        |
| 5ª     | 16 aprile | Bergamo > Lallio                     | 173  | Zbigniew Spruch    | Pavel Tonkov        |
| 6ª     | 17 aprile | Zogno > Zogno                        | 151  | Markus Zberg       | Pavel Tonkov        |
| 7ª     | 18 aprile | Roncadelle > Roncadelle              | 174  | Pavel Tonkov       | Pavel Tonkov        |
| 8ª     | 19 aprile | Cambiago > San Pellegrino Terme      | 152  | Giuseppe Guerini   | Pavel Tonkov        |
| Totale | Totale    | Totale                               | 1304 |                    |                     |

## Dettagli delle tappe

### 1ª tappa
- 12 aprile: Casatenovo > Bergamo – 149 km

| Pos. | Corridore       | Squadra       | Tempo    |
| ---- | --------------- | ------------- | -------- |
| 1    | Ján Svorada     | Mapei-Bricobi | 3h24'29" |
| 2    | Endrio Leoni    | Ballan        | s.t.     |
| 3    | Zoran Klemenčič |               | s.t.     |

| Pos. | Corridore       | Squadra       | Tempo    |
| ---- | --------------- | ------------- | -------- |
| 1    | Ján Svorada     | Mapei-Bricobi | 3h24'29" |
| 2    | Endrio Leoni    | Ballan        | s.t.     |
| 3    | Zoran Klemenčič |               | s.t.     |

### 2ª tappa
- 13 aprile: Trescore Balneario > Colle San Fermo – 151 km

| Pos. | Corridore          | Squadra       | Tempo    |
| ---- | ------------------ | ------------- | -------- |
| 1    | Pavel Tonkov       | Mapei-Bricobi | 3h03'38" |
| 2    | Alessandro Baronti | Cantina Tollo | s.t.     |
| 3    | Federico Profeti   | Amore & Vita  | s.t.     |

| Pos. | Corridore          | Squadra       | Tempo    |
| ---- | ------------------ | ------------- | -------- |
| 1    | Pavel Tonkov       | Mapei-Bricobi | 6h27'57" |
| 2    | Alessandro Baronti | Cantina Tollo | a 4"     |
| 3    | Federico Profeti   | Amore & Vita  | a 6"     |

### 3ª tappa
- 14 aprile: Zanica > Zanica – 184 km

| Pos. | Corridore         | Squadra  | Tempo    |
| ---- | ----------------- | -------- | -------- |
| 1    | Zoran Klemenčič   |          | 4h07'17" |
| 2    | Silvio Martinello | Polti    | s.t.     |
| 3    | Francesco Arazzi  | Ros Mary | s.t.     |

| Pos. | Corridore          | Squadra       | Tempo |
| ---- | ------------------ | ------------- | ----- |
| 1    | Pavel Tonkov       | Mapei-Bricobi |       |
| 2    | Alessandro Baronti | Cantina Tollo | a 4"  |
| 3    | Federico Profeti   | Amore & Vita  | a 6"  |

### 4ª tappa
- 15 aprile: Telgate > Telgate – 170 km

| Pos. | Corridore       | Squadra       | Tempo    |
| ---- | --------------- | ------------- | -------- |
| 1    | Mario Manzoni   | Mobilvetta    | 4h11'14" |
| 2    | Markus Zberg    | Post Swiss    | s.t.     |
| 3    | Zbigniew Spruch | Mapei-Bricobi | s.t.     |

| Pos. | Corridore        | Squadra       | Tempo |
| ---- | ---------------- | ------------- | ----- |
| 1    | Pavel Tonkov     | Mapei-Bricobi |       |
| 2    | Mario Manzoni    | Mobilvetta    | a 5"  |
| 3    | Federico Profeti | Amore & Vita  | a 6"  |

### 5ª tappa
- 16 aprile: Bergamo > Lallio – 173 km

| Pos. | Corridore         | Squadra       | Tempo    |
| ---- | ----------------- | ------------- | -------- |
| 1    | Zbigniew Spruch   | Mapei-Bricobi | 3h46'20" |
| 2    | Endrio Leoni      | Ballan        | s.t.     |
| 3    | Silvio Martinello | Polti         | s.t.     |

| Pos. | Corridore       | Squadra       | Tempo     |
| ---- | --------------- | ------------- | --------- |
| 1    | Pavel Tonkov    | Mapei-Bricobi | 18h32'48" |
| 2    | Zbigniew Spruch | Mapei-Bricobi | a 1"      |
| 3    | Mario Manzoni   | Mobilvetta    | a 4"      |

### 6ª tappa
- 17 aprile: Zogno > Zogno – 151 km

| Pos. | Corridore        | Squadra       | Tempo    |
| ---- | ---------------- | ------------- | -------- |
| 1    | Markus Zberg     | Post Swiss    | 3h39'20" |
| 2    | Pavel Tonkov     | Mapei-Bricobi | s.t.     |
| 3    | Giuseppe Guerini | Polti         | s.t.     |

| Pos. | Corridore    | Squadra       | Tempo |
| ---- | ------------ | ------------- | ----- |
| 1    | Pavel Tonkov | Mapei-Bricobi |       |
| 2    | Markus Zberg | Post Swiss    | a 5"  |
| 3    | Enrico Zaina | Brescialat    | a 21" |

### 7ª tappa
- 18 aprile: Roncadelle > Roncadelle – 174 km

| Pos. | Corridore    | Squadra       | Tempo    |
| ---- | ------------ | ------------- | -------- |
| 1    | Pavel Tonkov | Mapei-Bricobi | 4h22'51" |
| 2    | Enrico Zaina | Brescialat    | a 47"    |
| 3    | Markus Zberg | Post Swiss    | a 1'01"  |

| Pos. | Corridore    | Squadra       | Tempo     |
| ---- | ------------ | ------------- | --------- |
| 1    | Pavel Tonkov | Mapei-Bricobi | 26h34'43" |
| 2    | Markus Zberg | Post Swiss    | a 1'12"   |
| 3    | Enrico Zaina | Brescialat    | s.t.      |

### 8ª tappa
- 19 aprile: Cambiago > San Pellegrino Terme – 152 km

| Pos. | Corridore        | Squadra       | Tempo    |
| ---- | ---------------- | ------------- | -------- |
| 1    | Giuseppe Guerini | Polti         | 3h28'58" |
| 2    | Pavel Tonkov     | Mapei-Bricobi | s.t.     |
| 3    | Markus Zberg     | Post Swiss    | a 18"    |

| Pos. | Corridore    | Squadra       | Tempo     |
| ---- | ------------ | ------------- | --------- |
| 1    | Pavel Tonkov | Mapei-Bricobi | 30h03'35" |
| 2    | Markus Zberg | Post Swiss    | a 1'30"   |
| 3    | Enrico Zaina | Brescialat    | a 1'36"   |

## Classifiche finali

### Classifica generale
| Pos. | Corridore         | Squadra                      | Tempo     |
| ---- | ----------------- | ---------------------------- | --------- |
| 1    | Pavel Tonkov      | Mapei-Bricobi                | 30h03'35" |
| 2    | Markus Zberg      | Post Swiss Team              | a 1'30"   |
| 3    | Enrico Zaina      | Brescialat-Liquigas          | a 1'36"   |
| 4    | Giuseppe Guerini  | Team Polti                   | a 1'47"   |
| 5    | Stefano Faustini  | Vini Caldirola-Longoni Sport | a 2'59"   |
| 6    | Isidoro Colombo   |                              | a 3'58"   |
| 7    | Maurizio Vandelli |                              | a 4'45"   |
| 8    | Amilcare Tronca   | Ballan                       | a 5'02"   |
| 9    | Gianluca Tonetti  |                              | a 5'03"   |
| 10   | Alfredo Colombo   |                              | a 5'07"   |